# Gyasi Zardes
Gyasi Zardes (Hawthorne, California, Estados Unidos, 2 de septiembre de 1991) es un futbolista estadounidense. Juega como delantero.

## Carrera

### Los Angeles Galaxy
Los Angeles Galaxy ficharon a Zardes como producto de su academia el 20 de diciembre de 2012. El 27 de abril de 2013, Zardes hizo su debut como suplente en la victoria 2-0 sobre Real Salt Lake. El 11 de mayo de 2013, Zardes ingresó como suplente en el minuto 67 de un partido frente a Vancouver Whitecaps y anotó su primer gol. Gyasi ha indicado que gran parte de sus habilidades las aprendió de su amigo y compañero de equipo Andrew James Hong.

### Columbus Crew
En el año 2018 fue comprado por el club Columbus Crew de la MLS, siendo intercambiado por Ola Kamara, más una suma de 400 000$

## Clubes
| Club                  | País           | Año       | Partidos | Goles |
| --------------------- | -------------- | --------- | -------- | ----- |
| Ventura County Fusion | Estados Unidos | 2011-2012 |          |       |
| LA Galaxy             | Estados Unidos | 2013-2018 | 154      | 40    |
| Columbus Crew         | Estados Unidos | 2018-2022 | 88       | 48    |
| Colorado Rapids       | Estados Unidos | 2022      | 26       | 9     |
| Colorado Rapids 2     | Estados Unidos | 2022      | 2        | 1     |
| Austin FC             | Estados Unidos | 2023-2024 | 61       | 9     |

## Selección nacional
Zardes fue convocado a la selección estadounidense por primera vez el 24 de enero de 2015, cuando fue incluido en la lista final de futbolistas que viajarían a Chile para un amistoso frente a la selección de ese país en Rancagua el 28 de ese mes. Hizo su debut en ese partido ingresando en el segundo tiempo en reemplazo de Clint Dempsey. Zardes fue titular en el siguiente partido de su selección, ayudando a los norteamericanos a vencer a Panamá en otro encuentro amistoso por 2-0 y recibiendo muy buenas críticas por parte del técnico Jürgen Klinsmann y la prensa especializada.
Anotó su primer gol internacional en la victoria 4-3 en un partido amistoso con los Países Bajos, ayudando a su selección a conseguir su primera victoria sobre el conjunto europeo en la historia.
Zardes fue incluido en la nómina preliminar para la Copa de Oro 2015, haciendo de esta la primera ocasión en que es convocado a un torneo oficial . Fue confirmado en la lista final de 23 jugadores el 23 de mayo de 2015.

### Partidos
Ha disputado un total de 68 partidos con la selección estadounidense, de los cuales ha ganado cuarenta y cuatro, empató siete y perdió diecisiete. Fue titular en cuarenta y seis partidos mientras que entró como suplente en veintidós. Ha marcado catorce goles.
| Partidos | Partidos                     | Partidos         | Partidos                 | Partidos                        | Partidos                                          | Partidos | Partidos                   | Partidos         | Partidos |
| N.º      | Rival                        | Resultado        | Fecha                    | Lugar                           | Competencia                                       | Goles    | Cambio                     | DT               |          |
| -------- | ---------------------------- | ---------------- | ------------------------ | ------------------------------- | ------------------------------------------------- | -------- | -------------------------- | ---------------- | -------- |
| 1        | Chile                        | 3:2 (1:2)        | 28 de enero de 2015      | Rancagua Chile                  | Amistoso                                          | -        | 68' por Clint Dempsey      | Jürgen Klinsmann |          |
| 2        | Panamá                       | 2:0 (2:0)        | 8 de febrero de 2015     | Carson Estados Unidos           | Amistoso                                          | 37'      | -                          | Jürgen Klinsmann |          |
| 3        | Dinamarca                    | 3:2 (1:1)        | 25 de marzo de 2015      | Aarhus Dinamarca                | Amistoso                                          | -        | 67' por DeAndre Yedlin     | Jürgen Klinsmann |          |
| 4        | Suiza                        | 1:1 (0:1)        | 31 de marzo de 2015      | Zúrich Suiza                    | Amistoso                                          | -        | 89' por Jordan Morris      | Jürgen Klinsmann |          |
| 5        | México                       | 2:0 (0:0)        | 15 de abril de 2015      | San Antonio Estados Unidos      | Amistoso                                          | -        | -                          | Jürgen Klinsmann |          |
| 6        | Países Bajos                 | 3:4 (1:1)        | 5 de junio de 2015       | Ámsterdam Holanda               | Amistoso                                          | 33'      | 81' por Jordan Morris      | Jürgen Klinsmann |          |
| 7        | Alemania                     | 1:2 (1:1)        | 10 de junio de 2015      | Colonia Alemania                | Amistoso                                          | -        | 74' por Jordan Morris      | Jürgen Klinsmann |          |
| 8        | Guatemala                    | 4:0 (1:0)        | 3 de julio de 2015       | Nashville Estados Unidos        | Amistoso                                          | 86'      | 46' por Graham Zusi        | Jürgen Klinsmann |          |
| 9        | Honduras                     | 2:1 (1:0)        | 7 de julio de 2015       | Frisco Estados Unidos           | Copa Oro 2015                                     | -        | 87' por Graham Zusi        | Jürgen Klinsmann |          |
| 10       | Haití                        | 1:0 (0:0)        | 10 de julio de 2015      | Massachusetts Estados Unidos    | Copa Oro 2015                                     | 47'      | 46' por Jozy Altidore      | Jürgen Klinsmann |          |
| 11       | Panamá                       | 1:1 (1:0)        | 14 de julio de 2015      | Kansas City Estados Unidos      | Copa Oro 2015                                     | -        | -                          | Jürgen Klinsmann |          |
| 12       | Cuba                         | 6:0 (4:0)        | 18 de julio de 2015      | Baltimore Estados Unidos        | Copa Oro 2015                                     | 15'      | -                          | Jürgen Klinsmann |          |
| 13       | Jamaica                      | 1:2 (0:2)        | 22 de julio de 2015      | Atlanta Estados Unidos          | Copa Oro 2015                                     | -        | -                          | Jürgen Klinsmann |          |
| 14       | Perú                         | 2:1 (0:1)        | 4 de septiembre de 2015  | Washington Estados Unidos       | Amistoso                                          | -        | -                          | Jürgen Klinsmann |          |
| 15       | Brasil                       | 1:4 (0:1)        | 8 de septiembre de 2015  | Foxborough Estados Unidos       | Amistoso                                          | -        | 46' por Bobby Wood         | Jürgen Klinsmann |          |
| 16       | México                       | 2:3 (1:1) (pro.) | 10 de octubre de 2015    | Pasadena Estados Unidos         | Copa Concacaf 2015                                | -        | 78' por DeAndre Yedlin     | Jürgen Klinsmann |          |
| 17       | Costa Rica                   | 0:1 (0:0)        | 13 de octubre de 2015    | Harrison Estados Unidos         | Amistoso                                          | -        | 72' por Andrew Wooten      | Jürgen Klinsmann |          |
| 18       | San Vicente y las Granadinas | 6:1 (3:1)        | 13 de noviembre de 2015  | San Luis Estados Unidos         | Eliminatorias para la Copa Mundial de Fútbol 2018 | 58'      | -                          | Jürgen Klinsmann |          |
| 19       | Trinidad y Tobago            | 0:0              | 17 de noviembre de 2015  | Puerto España Trinidad y Tobago | Eliminatorias para la Copa Mundial de Fútbol 2018 | -        | 75' por Bobby Wood         | Jürgen Klinsmann |          |
| 20       | Islandia                     | 3:2 (1:1)        | 31 de enero de 2016      | Carson Estados Unidos           | Amistoso                                          | -        | 75' por Jerome Kiesewetter | Jürgen Klinsmann |          |
| 21       | Canadá                       | 1:0 (0:0)        | 6 de febrero de 2016     | Carson Estados Unidos           | Amistoso                                          | -        | 61' por Jerome Kiesewetter | Jürgen Klinsmann |          |
| 22       | Guatemala                    | 2:0 (2:0)        | 25 de marzo de 2016      | Ciudad de Guatemala Guatemala   | Eliminatorias para la Copa Mundial de Fútbol 2018 | -        | 59' por Michael Orozco     | Jürgen Klinsmann |          |
| 23       | Guatemala                    | 4:0 (2:0)        | 29 de marzo de 2016      | Columbus Estados Unidos         | Eliminatorias para la Copa Mundial de Fútbol 2018 | 12' 46'  | 71' por Ethan Finlay       | Jürgen Klinsmann |          |
| 24       | Ecuador                      | 1:0 (0:0)        | 25 de mayo de 2016       | Frisco Estados Unidos           | Amistoso                                          | -        | 46' por Bobby Wood         | Jürgen Klinsmann |          |
| 25       | Bolivia                      | 4:0 (2:0)        | 28 de mayo de 2016       | Kansas City Estados Unidos      | Amistoso                                          | 26' 52'  | 63' por Christian Pulisic  | Jürgen Klinsmann |          |
| 26       | Colombia                     | 0:2 (0:2)        | 3 de junio de 2016       | Santa Clara Estados Unidos      | Copa América Centenario 2016                      | -        | -                          | Jürgen Klinsmann |          |
| 27       | Costa Rica                   | 4:0 (3:0)        | 7 de junio de 2016       | Chicago Estados Unidos          | Copa América Centenario 2016                      | -        | -                          | Jürgen Klinsmann |          |
| 28       | Paraguay                     | 1:0 (1:0)        | 11 de junio de 2016      | Filadelfia Estados Unidos       | Copa América Centenario 2016                      | 27'      | -                          | Jürgen Klinsmann |          |
| 29       | Ecuador                      | 2:1 (1:0)        | 16 de junio de 2016      | Seattle Estados Unidos          | Copa América Centenario 2016                      | 65'      | 90+4' por Steve Birnbaum   | Jürgen Klinsmann |          |
| 30       | Argentina                    | 0:4 (0:2)        | 21 de junio de 2016      | Houston Estados Unidos          | Copa América Centenario 2016                      | -        | -                          | Jürgen Klinsmann |          |
| 31       | Colombia                     | 0:1 (0:1)        | 25 de junio de 2016      | Glendale Estados Unidos         | Copa América Centenario 2016                      | -        | -                          | Jürgen Klinsmann |          |
| 32       | Ghana                        | 2:1 (1:0)        | 1 de julio de 2017       | East Hartford Estados Unidos    | Amistoso                                          | -        | 62' por Kelyn Rowe         | Bruce Arena      |          |
| 33       | Panamá                       | 1:1 (0:0)        | 8 de julio de 2017       | Nashville Estados Unidos        | Copa Oro 2017                                     | -        | 69' por Kelyn Rowe         | Bruce Arena      |          |
| 34       | Martinica                    | 3:2 (0:0)        | 12 de julio de 2017      | Tampa Estados Unidos            | Copa Oro 2017                                     | 76'      | -                          | Bruce Arena      |          |
| 35       | El Salvador                  | 2:0 (2:0)        | 19 de julio de 2017      | Filadelfia Estados Unidos       | Copa Oro 2017                                     | -        | 71' por Kellyn Acosta      | Bruce Arena      |          |
| 36       | Costa Rica                   | 2:0 (0:0)        | 22 de julio de 2017      | Arlington Estados Unidos        | Copa Oro 2017                                     | -        | 83' por Jozy Altidore      | Bruce Arena      |          |
| 37       | Jamaica                      | 2:1 (1:0)        | 26 de julio de 2017      | Santa Clara Estados Unidos      | Copa Oro 2017                                     | -        | 76' por Paul Arriola       | Bruce Arena      |          |
| 38       | Bosnia                       | 0:0              | 29 de enero de 2018      | Carson Estados Unidos           | Amistoso                                          | -        | 46' por Paul Arriola       | Greg Berlharter  |          |
| 39       | Brasil                       | 0:2 (0:2)        | 7 de septiembre de 2018  | East Rutherford Estados Unidos  | Amistoso                                          | -        | 70' por Bobby Wood         | Greg Berlharter  |          |
| 40       | México                       | 1:0 (0:0)        | 11 de septiembre de 2018 | Nashville Estados Unidos        | Amistoso                                          |          | 80' por Bobby Wood         | Greg Berlharter  |          |
| 41       | Panamá                       | 3:0 (1:0)        | 27 de enero de 2019      | Glendale Estados Unidos         | Amistoso                                          | -        | 84' por Christian Ramírez  | Greg Berlharter  |          |
| 42       | Costa Rica                   | 2:0 (0:0)        | 2 de febrero de 2019     | San José Estados Unidos         | Amistoso                                          | -        | 78' por Christian Ramírez  | Greg Berlharter  |          |
| 43       | Ecuador                      | 1:0 (0:0)        | 21 de marzo de 2019      | Orlando Estados Unidos          | Amistoso                                          | 81'      | -                          | Greg Berlharter  |          |
| 44       | Chile                        | 1:1 (1:1)        | 26 de marzo de 2019      | Houston Estados Unidos          | Amistoso                                          | 4'       | 79' por Jordan Morris      | Greg Berlharter  |          |
| 45       | Venezuela                    | 0:3 (0:3)        | 9 de junio de 2019       | Cincinnati Estados Unidos       | Amistoso                                          | -        | 46' por Jozy Altidore      | Greg Berlharter  |          |
| 46       | Guyana                       | 4:0 (1:0)        | 18 de junio de 2019      | Saint Paul Estados Unidos       | Copa Oro 2019                                     | 55'      | -                          | Greg Berlharter  |          |
| 47       | Trinidad y Tobago            | 6:0 (1:0)        | 22 de junio de 2019      | Cleveland Estados Unidos        | Copa Oro 2019                                     | 66' 69'  | 74' por Jozy Altidore      | Greg Berlharter  |          |
| 48       | Panamá                       | 1:0 (0:0)        | 26 de junio de 2019      | Kansas City Estados Unidos      | Copa Oro 2019                                     | -        | 83' por Jozy Altidore      | Greg Berlharter  |          |
| 49       | Curazao                      | 1:0 (1:0)        | 30 de junio de 2019      | Filadelfia Estados Unidos       | Copa Oro 2019                                     | -        | -                          | Greg Berlharter  |          |
| 50       | Jamaica                      | 3:1 (1:0)        | 3 de julio de 2019       | Nashville Estados Unidos        | Copa Oro 2019                                     | -        | 56' por Jozy Altidore      | Greg Berlharter  |          |
| 51       | México                       | 0:1 (0:0)        | 7 de julio de 2019       | Chicago Estados Unidos          | Copa Oro 2019                                     | -        | 64' por Jozy Altidore      | Greg Berlharter  |          |
| 52       | México                       | 0:3 (0:1)        | 6 de septiembre de 2019  | East Rutherford Estados Unidos  | Amistoso                                          | -        | 67' por Josh Sargent       | Greg Berlharter  |          |
| 53       | Uruguay                      | 1:1 (0:0)        | 10 de septiembre de 2019 | San Luis Estados Unidos         | Amistoso                                          | -        | 75' por Josh Sargent       | Greg Berlharter  |          |
| 54       | Canadá                       | 2:0 (0:0)        | 15 de octubre de 2019    | Toronto Canadá                  | Liga de Naciones de la Concacaf 2019-20           | -        | 73' por Cristian Roldán    | Greg Berlharter  |          |
| 55       | Canadá                       | 4:1 (3:0)        | 15 de noviembre de 2019  | Orlando Estados Unidos          | Liga de Naciones de la Concacaf 2019-20           | 23' 89'  | -                          | Greg Berlharter  |          |
| 56       | Costa Rica                   | 1:0 (0:0)        | 1 de febrero de 2020     | Carson Estados Unidos           | Amistoso                                          | -        | 62' por Jesús Ferreira     | Greg Berlharter  |          |
| 57       | Haití                        | 1:0 (1:0)        | 11 de julio de 2021      | Kansas City Estados Unidos      | Copa Oro 2021                                     | 8'       | -                          | Greg Berlharter  |          |
| 58       | Martinica                    | 6:1 (2:0)        | 15 de julio de 2021      | Kansas City Estados Unidos      | Copa Oro 2021                                     | 70'      | 68' por Daryl Dike         | Greg Berlharter  |          |
| 59       | Canadá                       | 1:0 (1:0)        | 18 de julio de 2021      | Kansas City Estados Unidos      | Copa Oro 2021                                     | -        | 75' por Matthew Hoppe      | Greg Berlharter  |          |
| 60       | Jamaica                      | 1:0 (0:0)        | 25 de julio de 2021      | Arlington Estados Unidos        | Copa Oro 2021                                     | -        | 63' por Daryl Dike         | Greg Berlharter  |          |
| 61       | Catar                        | 1:0 (0:0)        | 29 de julio de 2021      | Austin Estados Unidos           | Copa Oro 2021                                     | 86'      | 63' por Daryl Dike         | Greg Berlharter  |          |
| 62       | México                       | 1:0 (pro.)       | 1 de agosto de 2021      | Paradise Estados Unidos         | Copa Oro 2021                                     | -        | -                          | Greg Berlharter  |          |
| 63       | Jamaica                      | 2:0 (0:0)        | 7 de octubre de 2021     | Austin Estados Unidos           | Eliminatorias para la Copa Mundial de Fútbol 2022 | -        | 68' por Ricardo Pepi       | Greg Berlharter  |          |
| 64       | Panamá                       | 1:0 (0:0)        | 10 de octubre de 2021    | Ciudad de Panamá Panamá         | Eliminatorias para la Copa Mundial de Fútbol 2022 | -        | 67' por Ricardo Pepi       | Greg Berlharter  |          |
| 65       | Costa Rica                   | 2:1 (1:1)        | 13 de octubre de 2021    | Columbus Estados Unidos         | Eliminatorias para la Copa Mundial de Fútbol 2022 | -        | 87' por Ricardo Pepi       | Greg Berlharter  |          |
| 66       | Bosnia                       | 1:0 (0:0)        | 18 de diciembre de 2021  | Carson Estados Unidos           | Amistoso                                          | -        | 62' por Ricardo Pepi       | Greg Berlharter  |          |
| 67       | El Salvador                  | 1:0 (0:0)        | 27 de enero de 2022      | Columbus Estados Unidos         | Eliminatorias para la Copa Mundial de Fútbol 2022 | -        | 72' por Jesús Ferreira     | Greg Berlharter  |          |
| 68       | Canadá                       | 2:0 (1:0)        | 30 de enero de 2022      | Hamilton Canadá                 | Eliminatorias para la Copa Mundial de Fútbol 2022 | -        | 69' por Ricardo Pepi       | Greg Berlharter  |          |

#### Goles con la selección de Estados Unidos
| #   | Fecha                   | Lugar                                       | Oponente                     | Gol   | Resultado | Competición                                       |
| --- | ----------------------- | ------------------------------------------- | ---------------------------- | ----- | --------- | ------------------------------------------------- |
| 1.  | 5 de junio de 2015      | Amsterdam Arena, Ámsterdam, Países Bajos    | Países Bajos                 | 1 – 1 | 4 – 3     | Amistoso                                          |
| 2.  | 18 de julio de 2015     | M&T Bank Stadium, Baltimore, Estados Unidos | Cuba                         | 2 – 0 | 6 – 0     | Copa Oro 2015                                     |
| 3.  | 13 de noviembre de 2015 | Busch Stadium, St. Louis, Estados Unidos    | San Vicente y las Granadinas | 5 – 0 | 6 – 1     | Eliminatorias para la Copa Mundial de Fútbol 2018 |
| 4.  | 28 de mayo de 2016      | Sporting Park, Kansas City, EE. UU.         | Bolivia                      | 1 – 0 | 4 – 0     | Amistoso                                          |
| 5.  | 28 de mayo de 2016      | Sporting Park, Kansas City, EE. UU.         | Bolivia                      | 3 – 0 | 4 – 0     | Amistoso                                          |
| 6.  | 16 de junio de 2016     | CenturyLink Field, Seattle, EE. UU.         | Ecuador                      | 2 – 0 | 2 – 1     | Copa América 2016                                 |
| 7.  | 21 de marzo de 2019     | Orlando City Stadium, Orlando, EE. UU.      | Ecuador                      | 1 – 0 | 1 – 0     | Amistoso                                          |
| 8.  | 18 de junio de 2019     | Allianz Field, Saint Paul, EE. UU.          | Guyana                       | 3 – 0 | 4 – 0     | Copa de Oro de la Concacaf 2019                   |
| 9.  | 22 de junio de 2019     | Estadio FirstEnergy, Cleveland, EE. UU.     | Trinidad y Tobago            | 2 – 0 | 6 – 0     | Copa de Oro de la Concacaf 2019                   |
| 10. | 22 de junio de 2019     | Estadio FirstEnergy, Cleveland, EE. UU.     | Trinidad y Tobago            | 3 – 0 | 6 – 0     | Copa de Oro de la Concacaf 2019                   |
| 11. | 15 de noviembre de 2019 | Exploria Stadium, Orlando, EE. UU.          | Canadá                       | 2 – 0 | 4 – 1     | Liga de Naciones de la Concacaf 2019-20           |
| 12. | 15 de noviembre de 2019 | Exploria Stadium, Orlando, EE. UU.          | Canadá                       | 4 – 1 | 4 – 1     | Liga de Naciones de la Concacaf 2019-20           |
| 13. | 15 de julio de 2021     | Sporting Park, Kansas City, EE. UU.         | Martinica                    | 5 – 1 | 6 – 1     | Copa de Oro de la Concacaf 2021                   |
| 14. | 29 de julio de 2021     | Q2 Stadium, Austin, EE. UU.                 | Catar                        | 1 – 0 | 1 – 0     | Copa de Oro de la Concacaf 2021                   |

#### Participaciones en Copas América
| Copa              | Sede           | Resultado    |
| ----------------- | -------------- | ------------ |
| Copa América 2016 | Estados Unidos | Cuarto lugar |

## Hat-tricks
| 1 | 28 de octubre de 2018 | Historic Crew Stadium, Columbus | Columbus Crew - Minnesota United   |  | 3 - 2 | Major League Soccer 2018 |
| 2 | 6 de agosto de 2022   | DSG Park, Commerce City         | Colorado Rapids - Minnesota United |  | 4 - 3 | Major League Soccer 2022 |

## Palmarés

### Títulos nacionales
| Título   | Club               | País           | Año  |
| -------- | ------------------ | -------------- | ---- |
| Copa MLS | Los Angeles Galaxy | Estados Unidos | 2012 |

### Títulos internacionales
| Título                  | Club (*)       | País           | Año  |
| ----------------------- | -------------- | -------------- | ---- |
| Copa Oro de la Concacaf | Estados Unidos | Estados Unidos | 2017 |
| Copa Oro de la Concacaf | Estados Unidos | Estados Unidos | 2021 |

(*) Incluyendo la selección.